# Château de Mosonmagyaróvár
Le château de Mosonmagyaróvár (en hongrois : mosonmagyaróvári vár) est une ancienne forteresse nobiliaire, située à Mosonmagyaróvár. Il héberge de nos jours les locaux de la faculté des sciences de l'agriculture et de l'alimentation de l'université de Hongrie occidentale.